# Aériane Swift
Lo Swift Light è un'ala volante monoposto in compositi e quindi molto leggera della società belga Aériane. L'acronimo SWIFT sta per Swept Wing with Inboard Flap for Trim.
Con un'apertura alare di quasi 13 metri, assomiglia ad un aliante, ma pesa solo 50 chili. Il pilota può decollare a piedi da un pendio come un delta. La guida però non avviene con lo spostamento del peso come nei deltaplani, ma attraverso alettoni e flaps, come in un aereo a tre assi.
Con questo velivolo Manfred Ruhmer. ha stabilito il record di distanza di 778 km per il volo libero.

## Storia
Questo veleggiatore rappresenta il matrimonio di due progetti con obiettivi analoghi, realizzato da due gruppi con diverse competenze. Nel gennaio del 1986, Brian Robbins, Craig Catto e Eric Beckman si misero al lavoro per costruire un nuovo deltaplano con prestazioni migliori rispetto a quelli disponibili al momento. Per la Brightstar, fabbrica di deltaplani, Brian Robbins ed Eric Beckmann, con l'aiuto di Craig Catto, iniziarono lo sviluppo dell'Odyssey, un deltaplano ad ala rigida. Il longherone era formato da un tubo stampato a "D" di fibra di vetro, Kevlar, fibra di carbonio, le centine in alluminio e il rivestimento in Mylar. Il primo prototipo fu terminato nel marzo del 1986 ed un programma di prove portò al suo rapido sviluppo nel corso dei seguenti due anni. Brian Porter diventò pilota della BrightStar nel 1988 e portò l'Odyssey al primo posto nel 1989 durante il campionato nazionale americano. Nonostante questo successo, era evidente che restava ancora molto da fare per sviluppare un'ala rigida ad alte prestazioni.
A due ore di macchina dalla BrightStar, presso la Stanford University, nel 1985 era stato avviato uno studio relativo alla progettazione di una vela ad alte prestazioni con alcuni obiettivi come quelli del progetto Odyssey. Ilan Kroo, un professore nel dipartimento di aeronautica della Università di Stanford, teneva un corso per la progettazione aerodinamica di una simile ala, con un gruppo di studenti laureati, utilizzando i primi computer e generando un sacco di carta. Sebbene le prestazioni stimate erano impressionanti e il design era stato accuratamente analizzato, il tutto appariva solo come un esercizio accademico. Il progetto prese il nome SWIFT (Swept Wing with Inboard Flap for Trim).
Steve Morris, uno degli studenti, incontrò Brian Porter in un Fly-In a McClure e così i due gruppi di costruttori vennero in contatto. Brian Robbins, uno dei costruttori dell'Odyssey, pensò che forse Ilan Kroo e Steve Morris avrebbero potuto migliorare i profili dell'Odyssey; Ilan Krooe Steve Morris pensarono che avrebbero potuto migliorare l'aerodinamica dei controlli per la gestione del deltaplano. Come Brian parlò dell'Odyssey e Ilan Kroo descrisse il design aerodinamico, fu subito chiaro che un nuovo design era possibile e Brian avrebbe potuto costruire un nuovo prototipo. Quattro mesi più tardi, nel dicembre del 1989, lo SWIFT faceva i primi balzi da una piccola collina a Marin County.

## Design aerodinamico
Dimensionamento e prestazioni
Il disegno dello SWIFT ha avuto inizio con uno studio sui requisiti per il cross-country. Ilan aveva scritto un articolo nel 1982 sul Deltaplane Magazine. In esso egli descrive che tipo di vela sarebbe necessario per volare in cross-country, prendendo in considerazione la distribuzione delle termiche misurate da Dick Johnson. Una delle conclusioni di tale studio è stata che ci volevano almeno prestazioni tra 15 e 18. In quel tempo, solo una dozzina di voli oltre le 100 miglia erano stati compiuti da deltaplani. Uno dei fattori che limitano le distanze di volo nei deltaplani è la loro velocità. Le termiche si sviluppano in un tempo limitato durante le ore diurne. Con velocità di crociera inferiori ai 20 nodi, si deve volare per un periodo di cinque ore per andare oltre le 100 miglia. Per il cross-country quindi ci vogliono, non solo buone prestazioni per arrivare alla prossima termica, ma anche una buona velocità. Aerodinamicamente si raggiungono queste caratteristiche con grandi aperture alari e con un alto carico per metro quadro. Ma se l'ala deve essere lanciata a piedi, essa deve essere leggera (apertura non troppo grande) e avere un basso carico alare. Studi più dettagliati sulle registrazioni dei voli di George Mitchell nella zona Reno, suggerivano che un aliante lanciato a piedi con le prestazioni necessarie era possibile. Si stabilirono gli obiettivi da raggiungere e si iniziarono i lavori per definire la geometria dell'ala.
Prestazioni richieste per un veleggiatore lanciato a piedi per il cross-country
Velocità minima di discesa verticale 0.5 m/s
Rapporto portanza:resistenza 20:1
Rapporto portanza:resistenza a 60 nodi 15:1
Velocità di stallo: non superiore a quello esistente per deltaplani
Peso: meno di 90 libbre
Controllabilità molto buona a bassa velocità per la sicurezza del volo
Confronto delle prestazioni
Le polari nella figura illustrano l'importanza della pulizia aerodinamica, soprattutto per gli alianti leggeri ad alta velocità. La figura mostra anche come il tasso di discesa previsto dello SWIFT confrontato con gli altri alianti, è di una classe superiore ai deltaplani e vicino allo Schweizer 1.26, veleggiatore a velocità fino a circa 60 nodi.

## Ulteriori evoluzioni
♦ Millennium, versione più economica in tubi e tela della Bright Star Gliders, primi esemplari 1997
♦ SWIFT LIGHT PAS (Swift Light con kit di motorizzazione motore a 4 tempi carenato)
♦ SWIFT Elektro sviluppato da Manfred Ruhmer
♦ SWIFT STOL Electro sviluppato da Livio Mengotti

## Dati tecnici
- Apertura alare:                             12.8 m
- Superficie alare:                           12.5 m2
- Allungamento:                               13.1
- Peso a vuoto senza carenatura e paracadute: 48 kg
- Peso a vuoto con carenatura e paracadute:   58 kg
- Peso pilota:                                55 – 100 kg
- Peso massimo al decollo:                    158 kg
- Efficienza massima con carenatura:          27 a 65 km/h
- Efficienza massima senza carenatura:        21 a 60 km/h
- Efficienza minima con aerofreni e flap a 40° 5 - 6
- Vne:                                        120 km/h
- Velocità di stallo con 20° flap e peso max: 32 km/h
- Velocità di stallo con 0° flap e peso max: 37 km/h
- Velocità minima di discesa:                 0,6 m/s a 45 km/h
- Accelerazioni tollerate:                    + 4 g / - 2 g
- Test di accelerazione superati con 191 kg:  + 8 g / - 4 g
- Tempo di assemblaggio senza carenatura:     15 min
- Tempo di assemblaggio con carenatura:       25 min